# Ischnura posita
Ischnura posita är en trollsländeart. Ischnura posita ingår i släktet Ischnura och familjen dammflicksländor. IUCN kategoriserar arten globalt som livskraftig.

## Underarter
Arten delas in i följande underarter:
- I. p. acicularis
- I. p. posita
- I. p. atezca

## Bildgalleri

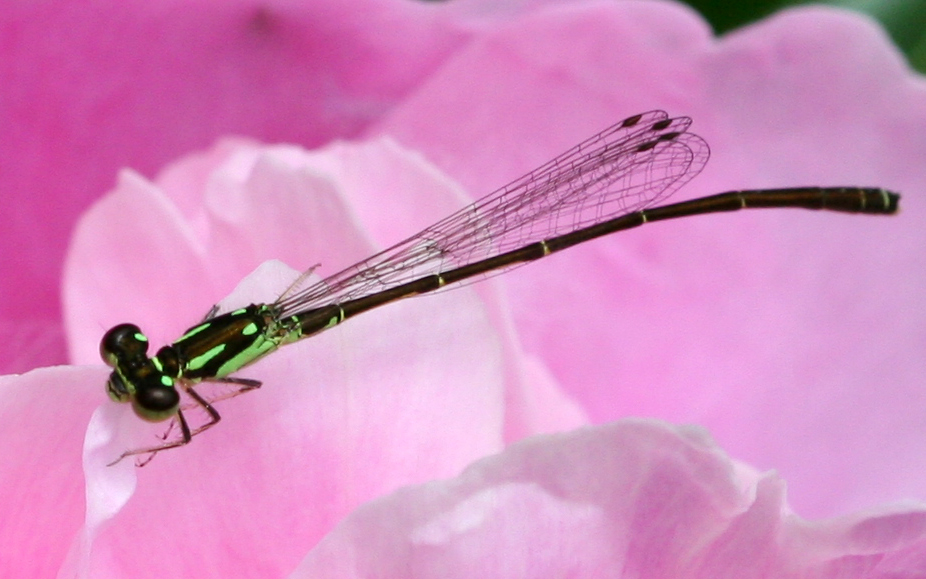
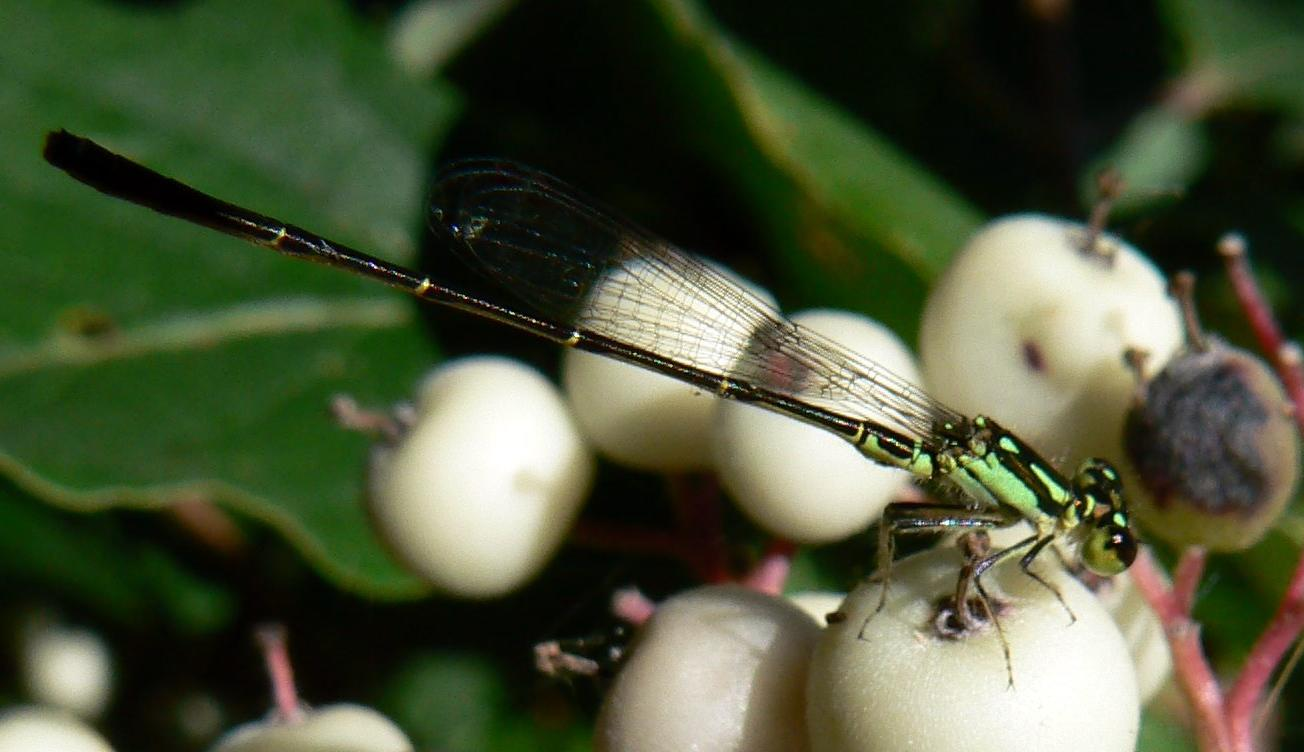
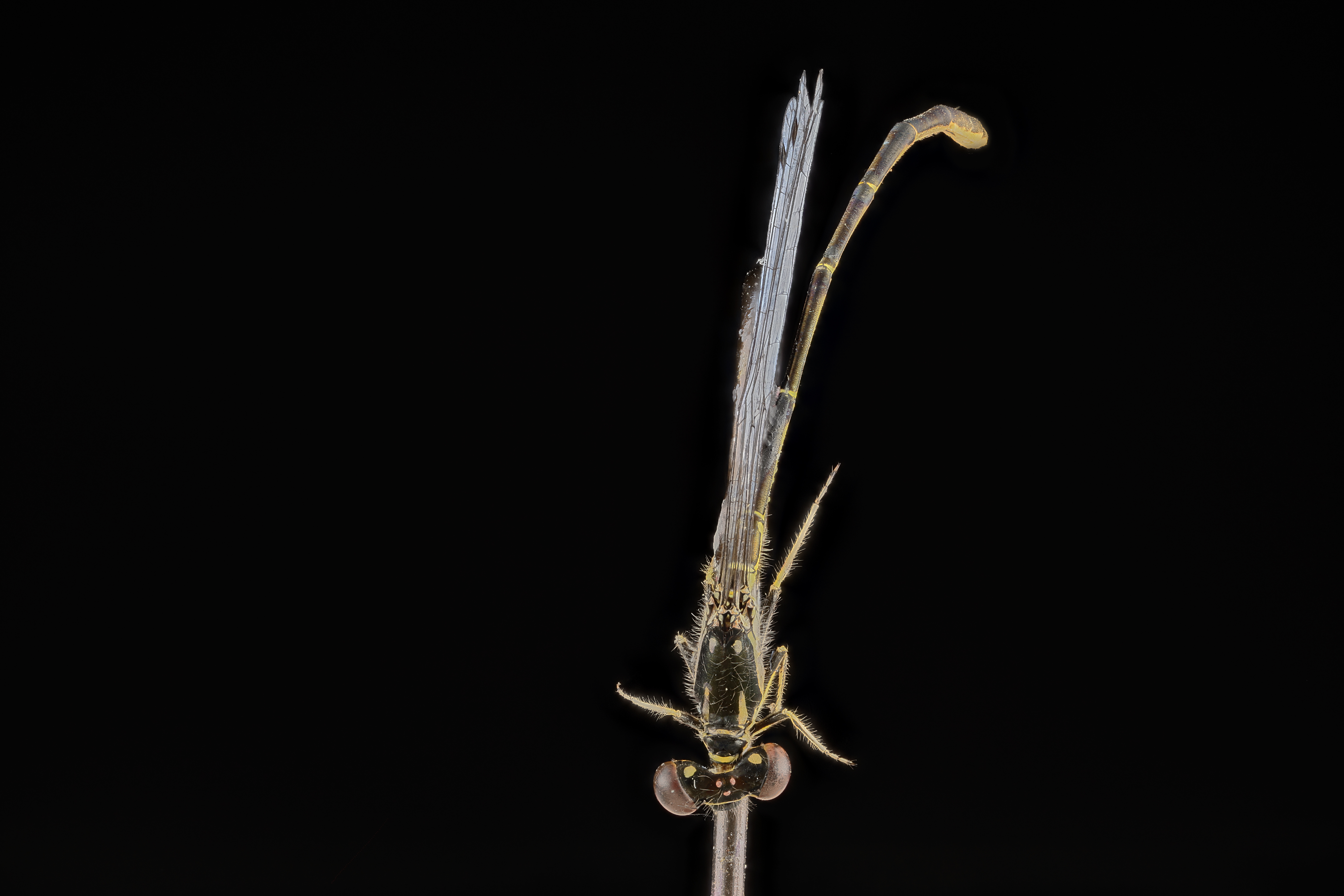
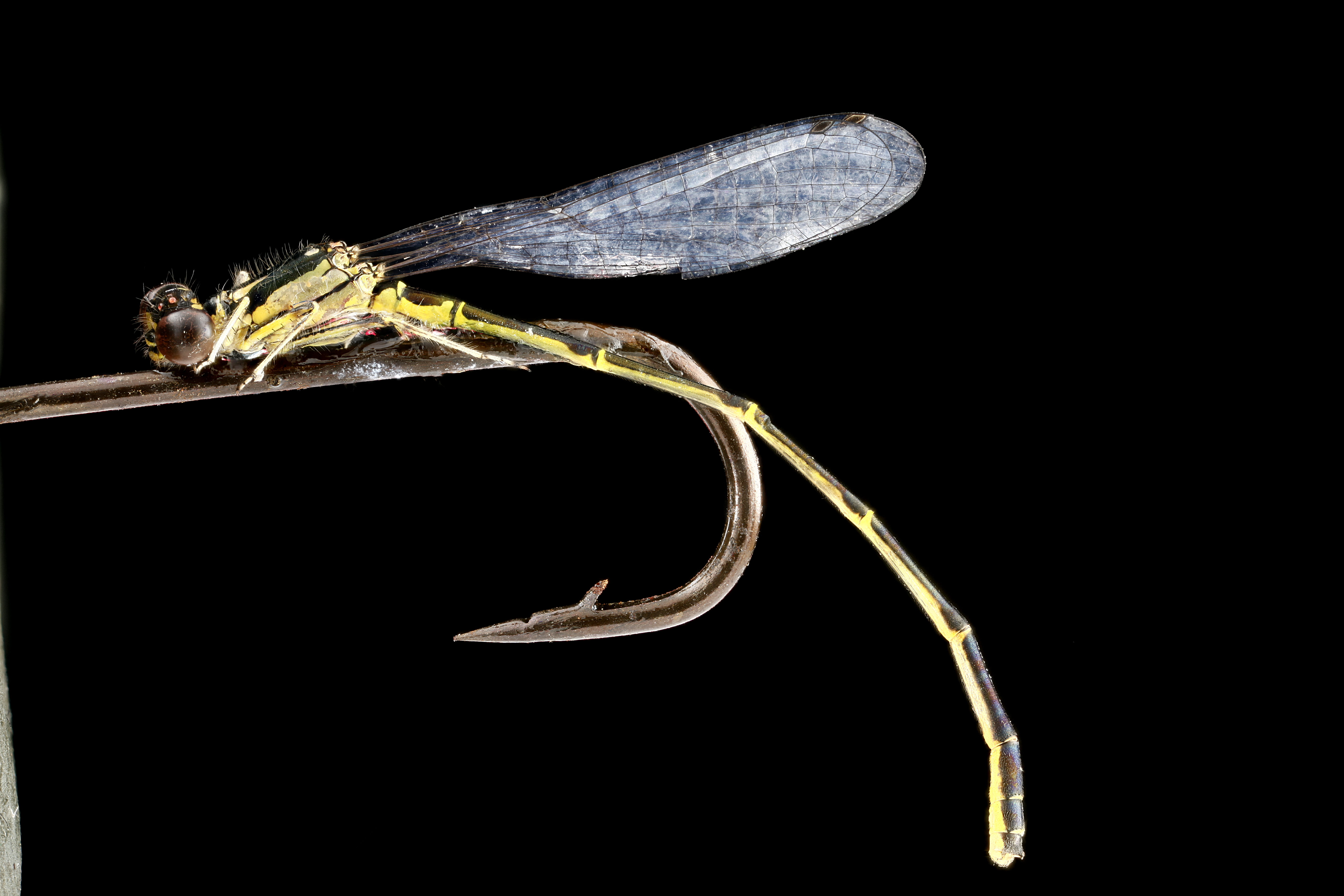